# Чаудинський маяк
Чаудинський маяк (крим. Çavda mayağı) — маяк на мисі Чауда, Автономна Республіка Крим, Україна.

## Назва
Назва маяка походить від мису Чауда, на якому він розташований. Топонім «Чауда» (çavdar) походить з кримськотатарської мови, та перекладається як жито.

## Розташування
Маяк розташований на півдні Керченського району Автономної Республіки Крим, за 3 кбт східніше мису Чауда.

## Історія
Збудований у 1886 році, після того як біля мису Чауда, у грудні 1862 року, зазнав аварії пароплав «Орест», що йшов з Кавказу в Феодосію.
У 1956 році був відновлений, після пошкоджень, які маяк зазнав під час німецько-радянської війни, будинок доглядача та інші споруди були відновлені в 1978 році. Був переведений на зовнішнє електропостачання, замінено на ньому світлооптичні прилади.
Чаудинский маяк входить у структуру Філію державної установи «Керченський район Держгідрографія» Міністерства інфраструктури України.

## Опис
Чаудинський маяк це 12-метрова восьмикутна циліндрична мурована вежа з ліхтарем та галереєю, яка прибудована до фасаду одноповерхового кам'яного будинку доглядача маяка.
Маяк пофарбований у білий колір. Вогонь маяка: довгий спалах білого кольору кожні 24 секунди (6 секунд — світло; 18 секунд — темрява).